# 204764 Lindaburke
204764 Lindaburke este o planetă minoră (asteroid) din centura de asteroizi. A fost descoperită pe 1 mai 2006 la Observatorul Național Kitt Peak de Marc Buie⁠(d). 
Obiectul prezintă o orbită caracterizată de o semiaxă mare de 2,3120431769562 UAi, o excentricitate de 0,13485689804715, o înclinație de 2,3549273397467 ° în raport cu ecliptica.